# Håkan Dahlqvist
Håkan Dahlqvist (ur. 15 stycznia 1947 roku w Kristianstad) – szwedzki kierowca wyścigowy.

## Kariera
Dahlqvist rozpoczął międzynarodową karierę w wyścigach samochodowych w 1970 roku od startów w Europejskim Pucharze Formuły Ford. Z dorobkiem trzech punktów uplasował się tam na dwunastej pozycji w klasyfikacji generalnej. Rok później w tej samej serii był wicemistrzem. W późniejszych latach Szwed pojawiał się także w stawce Szwedzkiej Formuły 3, Brytyjskiej Formuły 3 BRSCC John Player oraz Europejskiej Formuły 2.
W Europejskiej Formule 2 Szwed wystartował podczas rundy na torze Kinnekulle Ring w sezonie 1973. W wyścigu uplasował się na piątej pozycji.